# إليانور هادلي
إليانور هادلي (بالإنجليزية: Eleanor Hadley)‏ هي اقتصادية أمريكية، ولدت في 17 يوليو 1916، وتوفيت في 1 يونيو 2007.